# Höhlenschutz

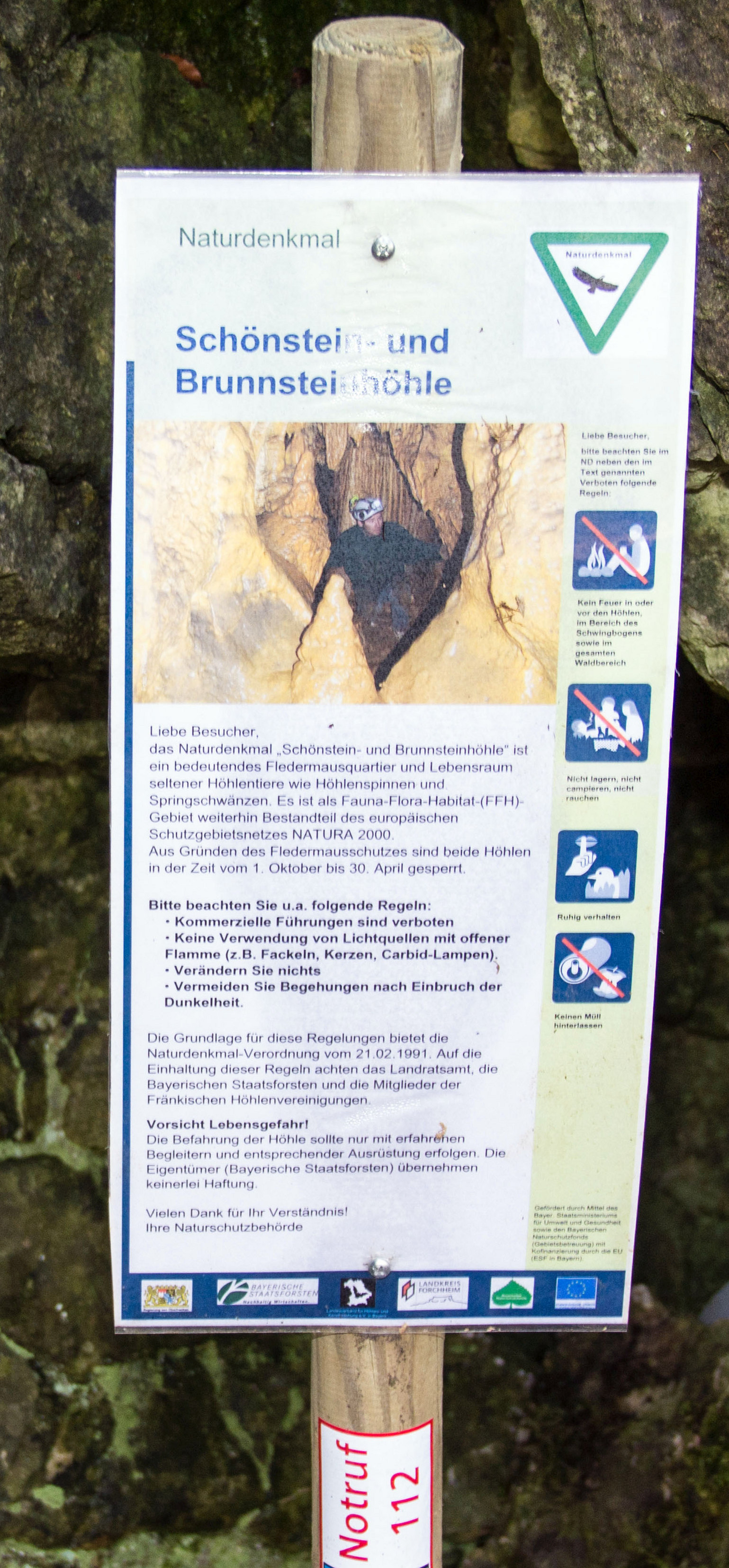
Höhlenschutztafel (Schönstein- und Brunnsteinhöhle)

Höhlenschutz ist ein Begriff aus den Richtlinien des Verbandes der deutschen Höhlen- und Karstforscher e. V. und des Verbandes Österreichischer Höhlenforschung zum Erhalt und Schutz von Höhlen und Karsterscheinungen. Neben diesen Richtlinien gibt es in Gesetzen, die sich in der Regel nicht komplett dem Thema widmen, einzelne Passagen, die auf den Schutz von Höhlen abzielen.

## Schutzbedarf

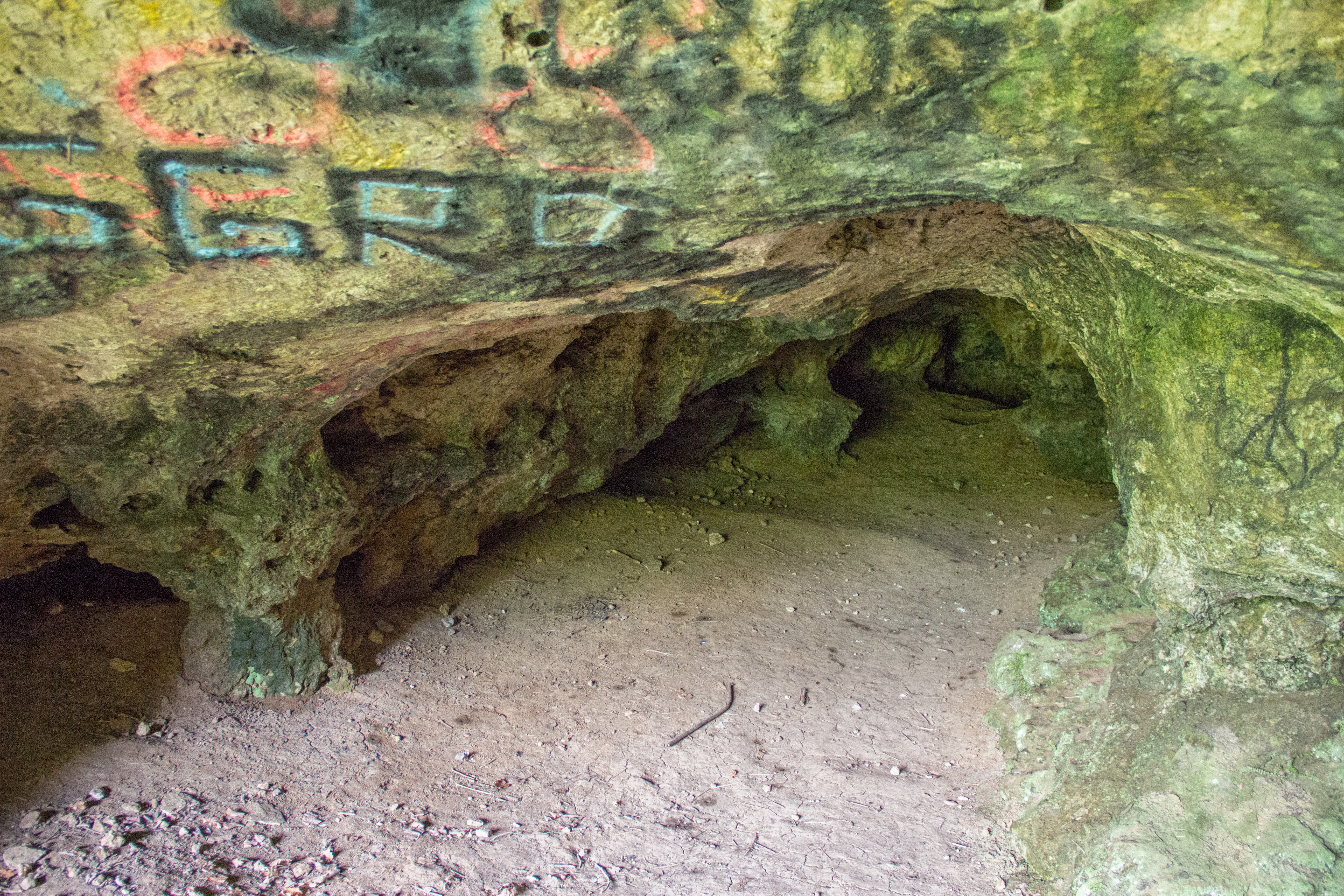
Neuzeitliche „Höhlenmalerei“ (Karsthöhle Felslindl)

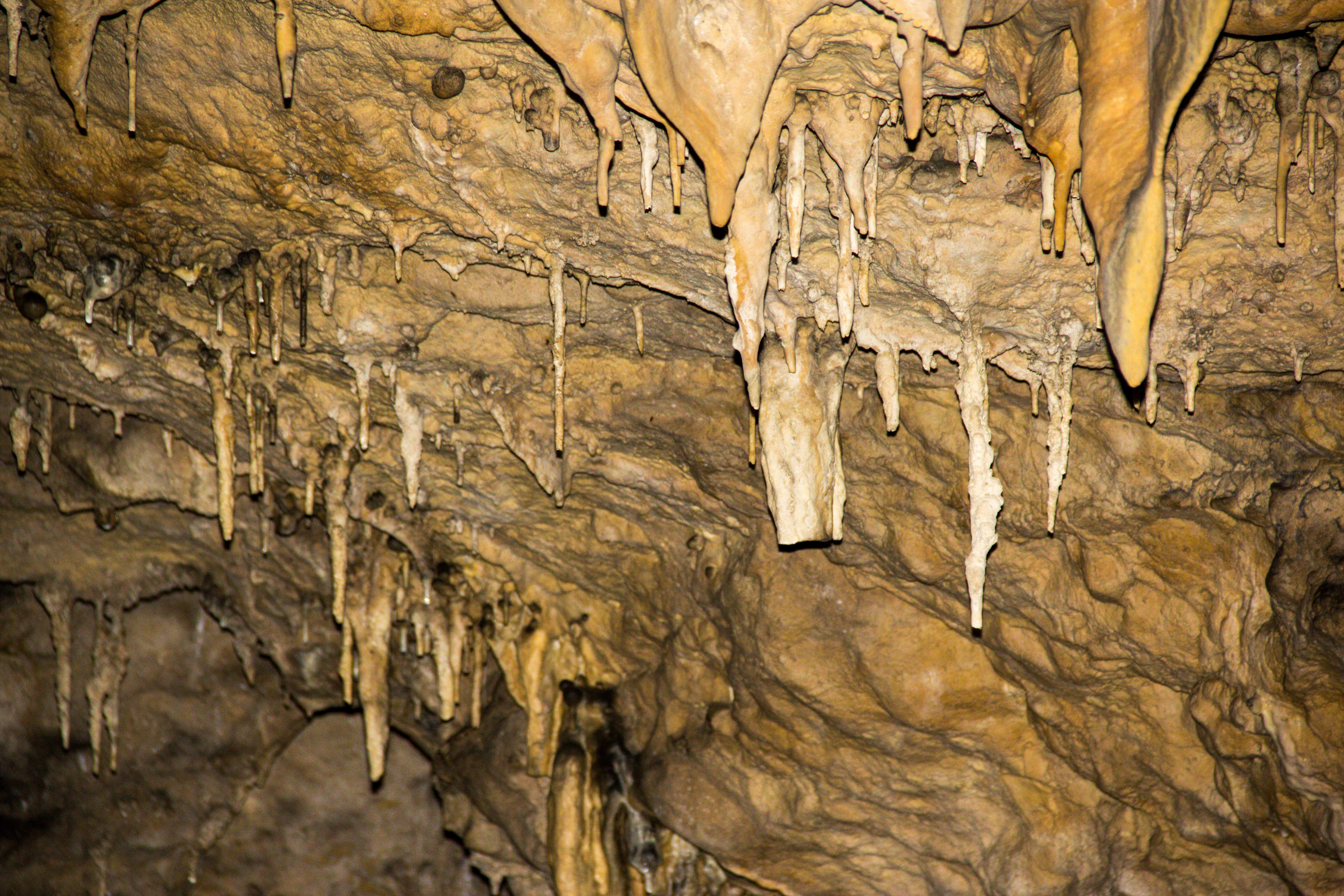
Abgeschlagene Sinterfahne (Rosenmüllerhöhle)

Höhlen und Karsterscheinungen sind seltene und einzigartige Naturphänomene. Zielsetzung der Ethikrichtlinie ist ein möglichst unveränderter Erhalt von Karsterscheinungen und die Vermeidung weiterer und ergänzender gesetzlicher Reglementierungen.
Der Schutz von Höhlen geschieht aus ästhetischen Gründen, als wissenschaftliches Archiv und als Lebensraum für Flora und Fauna. Sie enthalten teilweise eine erstaunliche Vielfalt an Lebewesen und bieten während der kalten Jahreszeit vom Aussterben bedrohten Säugetierarten ein sicheres Winterquartier. Höhlen enthalten teilweise auch Artefakte von wissenschaftlichem Wert in archäologischer, paläontologischer, paläoklimatischer und sedimentologischer Hinsicht.
Höhlen haben auch eine wichtige Funktion im Fremdenverkehr und für die Allgemeinbildung. Überfrequentierung durch Besucher und kommerzielles Höhlentrekking gefährden jedoch die Höhlen. Höhlen sind auch keine Sport- oder Wettkampfarenen. Bei sportlich ambitionierten Tätigkeiten wird wenig auf die sensible Höhlenumgebung geachtet. Darunter fällt auch das Verstecken von Geocaches. Bei der Suche der sogenannten Schätze gibt es oft Beeinträchtigungen durch unnötige Grabungen oder Klettereien.
In einer Höhle muss nicht jeder Winkel untersucht werden. Um Bodenformationen und Sinterbildungen in besonders sensiblen Höhlenbereichen zu schützen, wird manchmal von den betreuenden Höhlenvereinen ein „Forscherweg“ mit Trassierband markiert.
Gruppengrößen sind rücksichtsvoll anzupassen, Massenbesuche zu vermeiden.

## Richtlinie des Verbandes der deutschen Höhlen- und Karstforscher
Die Ethikrichtlinie wurde am 23. Mai 1998 auf der Hauptversammlung des Verbandes der deutschen Höhlen- und Karstforscher e. V. beschlossen und am 2. Mai 2009 ergänzt.
Die Richtlinie basiert auf vier Anweisungen.

### Nimm nichts mit

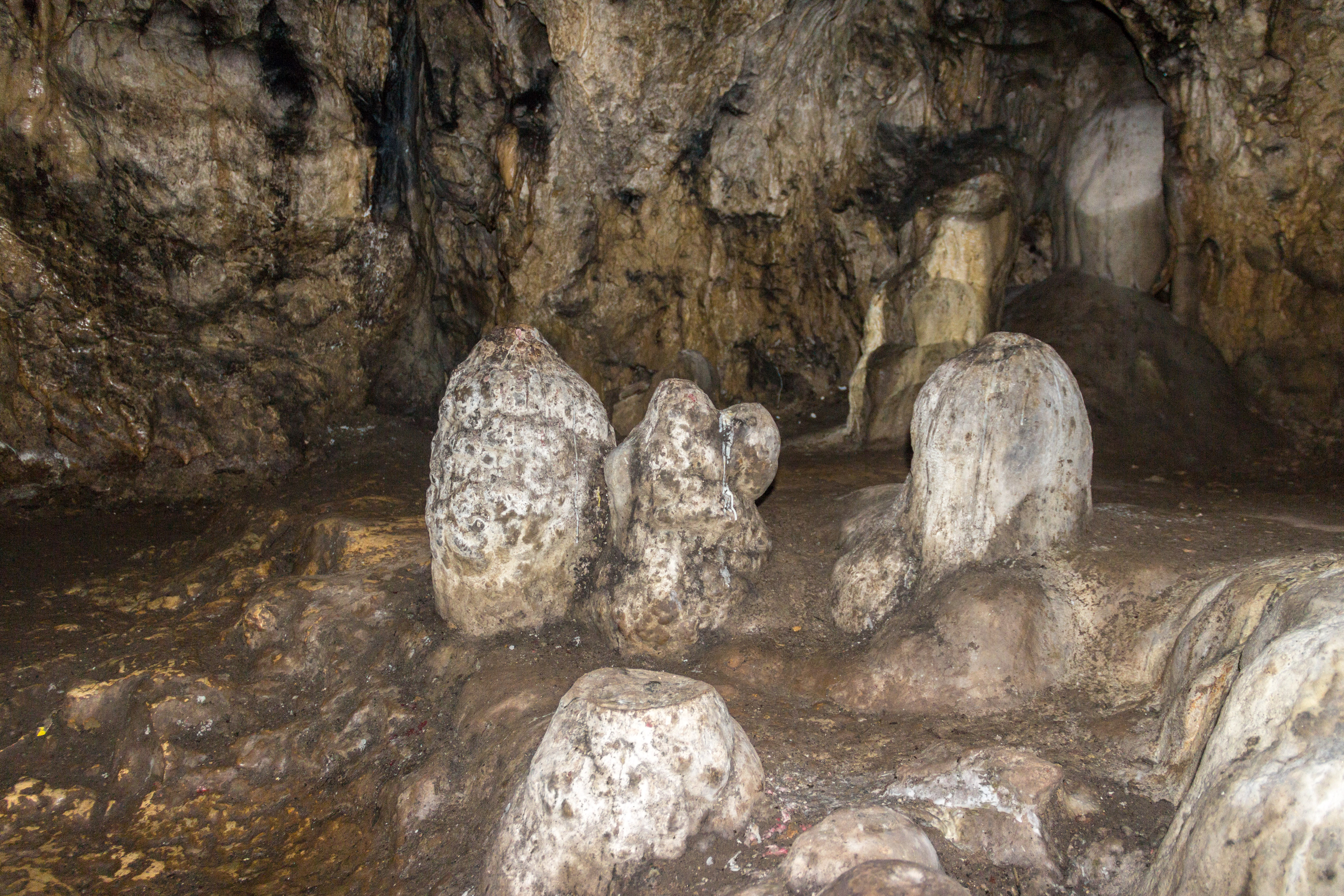
Abgesägter Tropfstein (Rosenmüllerhöhle)

Es dürfen keine ursprünglichen Höhleninhalte wie Tropfsteine, Sinterschmuck, Knochen, archäologische Funde oder Lebewesen aus der Höhle entfernt werden.

### Lass nichts zurück
Es dürfen keine Abfälle wie Verpackungen, Batterien, Altkarbid oder Ausrüstungsgegenstände in der Höhle zurückgelassen werden. Karsthöhlen sind keine isolierten Gebilde. Höhlen und Dolinen sind teilweise Bestandteil großer geologischer Systeme, die in den Wasserkreislauf eingebunden sind. Schadstoffe aus Batterien, Karbidrückstände und organische Mülleinträge können mit dem Sickerwasser schnell und nahezu ungefiltert in das Grundwasser gelangen. Auch biologische Hinterlassenschaften der Menschen bleiben in Höhlen lange Zeit erhalten.

### Zerstöre nichts
Neben der totalen oder teilweisen Zerstörung durch Rohstoffgewinnung, Baumaßnahmen und Raubgrabungen nach archäologischen, paläontologischen oder mineralogischen Funden gibt es auch mutwillige Beschädigungen durch Vandalismus.  Erfahrene Höhlengänger wünschen, dass erforderliche Sicherungsmaßnahmen auf ein notwendiges Minimum begrenzt werden.

### Schlag nichts tot
In Höhlen lebende oder überwinternde Tiere dürfen nicht entfernt oder gestört werden. Dies gilt insbesondere für Fledermäuse.

## Gesetzliche Regelungen
Obwohl es derzeit keine expliziten bundesweiten gesetzlichen Schutz für Höhlen gibt, sind diese über eine Vielzahl anderer Gesetze teilweise geschützt
- Sie sind Bestandteil von Naturschutzgebieten oder als Naturdenkmal ausgewiesen, dann greifen die Vorschriften des Naturschutzes, speziell des  §§ 23, 26 und 28 des Bundesnaturschutzgesetzes
- Sie sind als Geotope deklariert, dann unterliegen sie dem Geotopschutz und damit der Arbeitsanleitung Geotopschutz der Geologischen Dienste Deutschlands.
- In Bayern ist für Grabungen in Höhlen, die als Bodendenkmäler ausgewiesen sind, nach dem bayrischen Denkmalschutzgesetz eine behördliche Genehmigung nötig.
- Als erstes Bundesland hat Bayern im Naturschutzgesetz (BayNatSchG, Art. 16, § 2[5]) einen Schutz bestimmter Landschaftsteile implementiert, der erhebliche Veränderungen an diesen Landschaftsteilen, zu denen Höhlen, ökologisch oder geomorphologisch bedeutsame Dolinen, Toteislöcher, aufgelassene künstliche unterirdische Hohlräume ... gehören, untersagt.[6]

## Schutzmaßnahmen

### Fledermausschutz

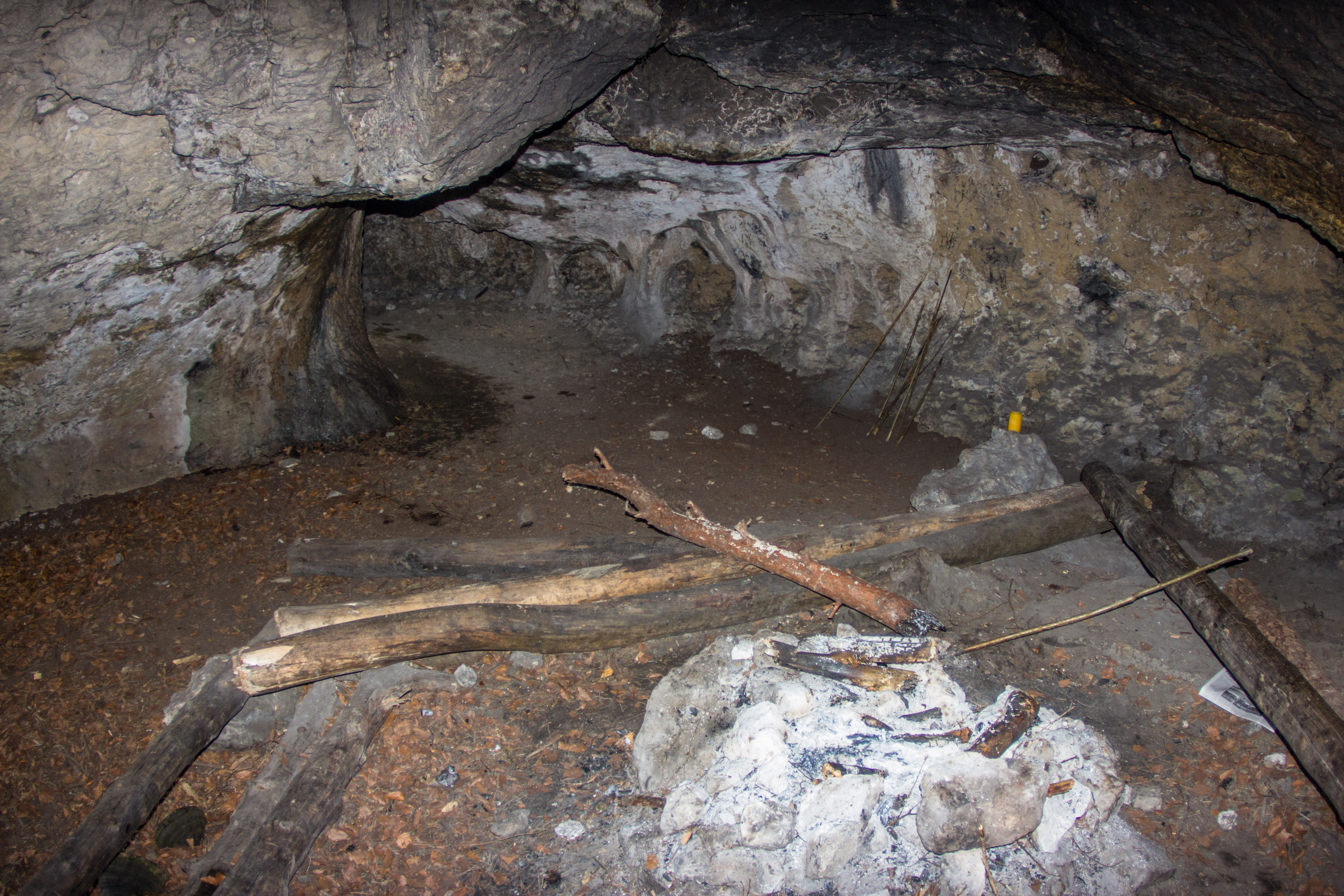
Feuerstelle in einer Höhle (Cäciliengrotte)

In der Fledermausschutzzeit vom 1. Oktober bis 31. März sind Höhlenbefahrungen in den Winterquartieren nach § 39 Abs. 6 des Bundesnaturschutzgesetzes generell verboten.
Rauchgase durch offenes Feuer stellt für Tiere in den Höhlen eine starke Beeinträchtigung dar und kann dazu führen, dass sie über Jahre nicht mehr besiedelt werden.

### Verschluss von Höhlen

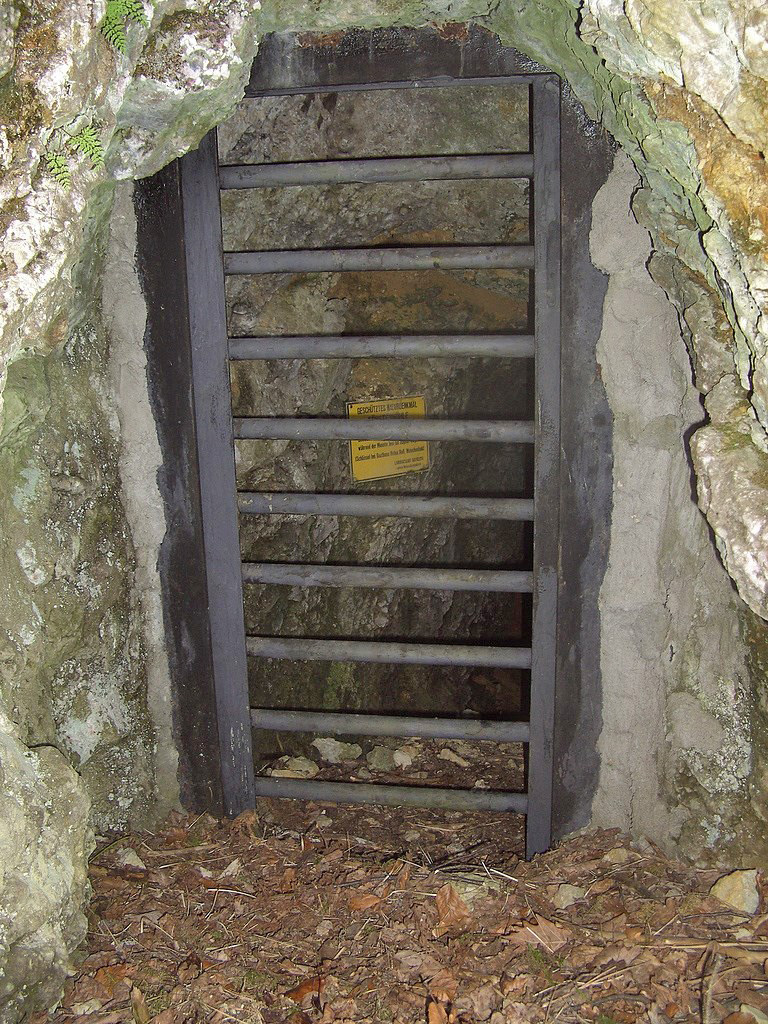
Dauerhafter Verschluss einer Höhle mit Einfluggitter für Fledermäuse (Försterhöhle)

Bei manchen Höhlen haben die Naturschutzbehörden oder betreuenden Höhlenvereine ganzjährige Verschlüsse angebracht. Damit soll verhindert werden, dass Höhlenbesucher Schäden in den sensiblen Höhlenbereichen anrichten oder sich selbst in Gefahr bringen.